# Stäckfjärden
Stäckfjärden är en sjö i Söderhamns kommun i Hälsingland och ingår i Nianån-Norralaåns kustområde. Sjöns area är 0,045 kvadratkilometer och den befinner sig 4 meter över havet.